# Brachystegia zenkeri
Brachystegia zenkeri là một loài rau đậu thuộc họ Fabaceae.
Loài này chỉ có ở Cameroon.
Chúng hiện đang bị đe dọa vì mất nơi sống.